# Hebridy

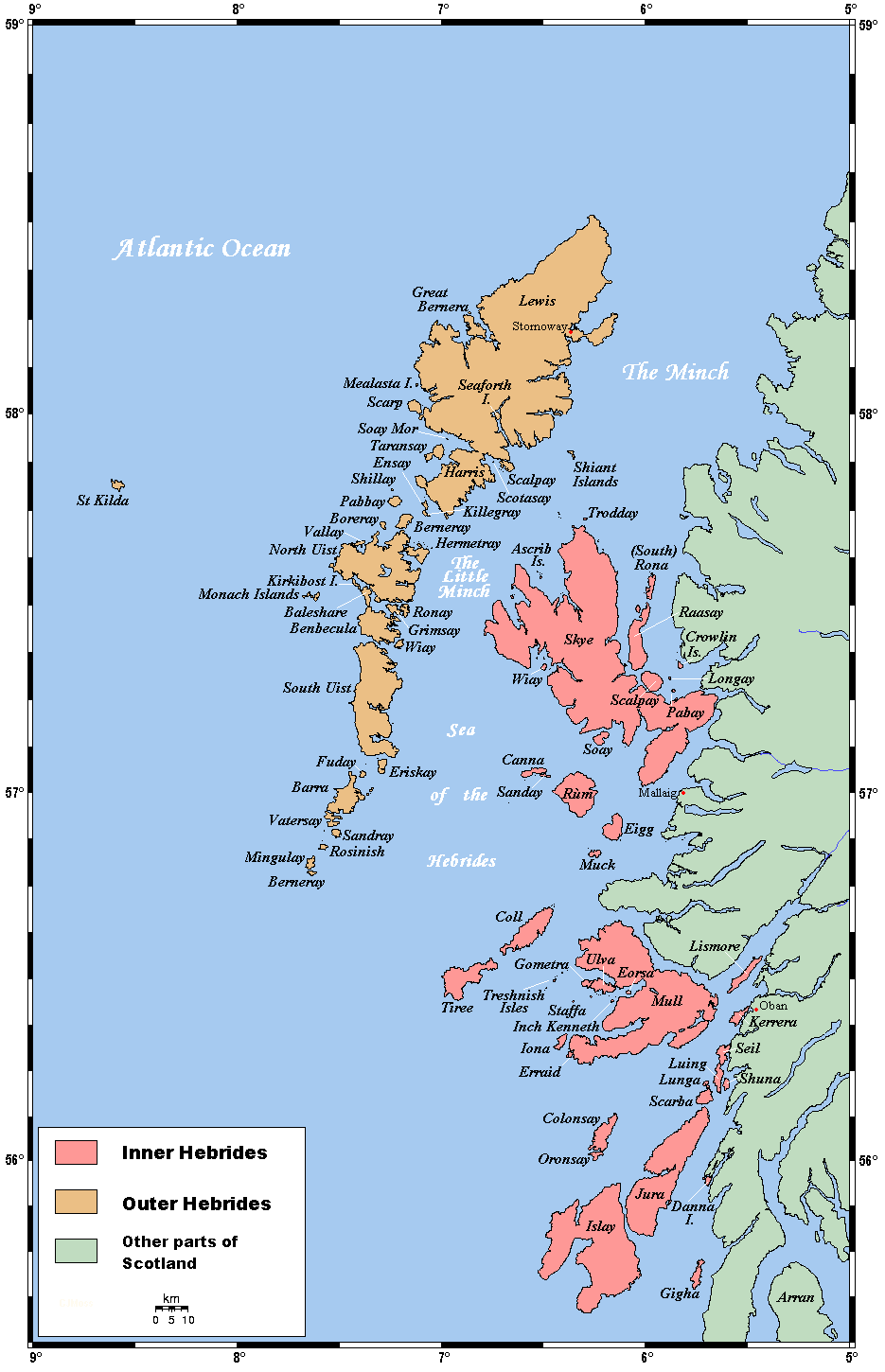
Vnější a Vnitřní Hebridy

Hebridy (anglicky Hebrides; skotskou gaelštinou Innse Gall; starou severštinou Suðreyjar) jsou rozsáhlé souostroví u západního pobřeží Skotska. Jsou tvořeny dvěma hlavními částmi – Vnitřními a Vnějšími Hebridami, které jsou od sebe odděleny Hebridským mořem a průlivem Minch. Souostroví je osídleno již od období mezolitu a kultura místních obyvatel byla postupně ovlivňována lidmi hovořícími keltskými jazyky, starou severštinou a angličtinou; to mělo vliv i na pojmenování jednotlivých ostrovů.
Hebridy pozůstávají z více než 40 ostrovů a bezpočtu pustých ostrůvků; obydleno je jen několik ostrovů. Celková rozloha souostroví je 7 285 km² a žije zde přibližně 45 000 obyvatel (2011).